# Madness (альбом Тони Макалпина)
Madness — студийный сольный альбом Тони Макалпина, вышедший в 1993 году.

## Об альбоме
В отличие от неоклассических дисков 80-х в Madness отмечается изменение звучания в пользу фьюжн. Особенно ярко заметно отклонение от традиций в джазовой композиции «Albert's Fat Sister» с участием Брэнфорда Марсалиса.
Запись альбома проходила в студии «Clear Lake Audio» при помощи ритм-секции в лице Ларри Дениссона и Глена Собела. Для молодого ударника Собела Madness первой серьёзной работой в карьере, басист Дениссон до этого помогал Макалпину в записи предыдущего диска.

## Список композиций
Вся музыка написана (если не указано иначе) — Тони Макалпин.
| №                   | Название                                                                      | Длительность |
| ------------------- | ----------------------------------------------------------------------------- | ------------ |
| 1.                  | «Naked Nancy»                                                                 | 3:29         |
| 2.                  | «Peruvian Power Layback»                                                      | 4:46         |
| 3.                  | «Albert's Fat Sister»                                                         | 3:17         |
| 4.                  | «Restaurant at the End of the Universe»                                       | 5:06         |
| 5.                  | «Realm of the Flying Monkeys»                                                 | 4:50         |
| 6.                  | «Prelude #8 Opus 28» (Фредерик Шопен)                                         | 2:10         |
| 7.                  | «Confrontation With the Electric Bees» (Макалпин, Ларри Дениссон, Глен Собел) | 3:27         |
| 8.                  | «Dr. Garlic Breath» (Макалпин, Дениссон, Собел)                               | 3:51         |
| 9.                  | «Houses in Motion»                                                            | 4:33         |
| 10.                 | «Muffin Bandits»                                                              | 2:46         |
| 11.                 | «Rats With Wings»                                                             | 5:25         |
| Общая длительность: | Общая длительность:                                                           | 43:40        |

## Участники записи
- Тони Макалпин — гитары, клавишные, фортепиано
- Джина Демос — электрогитара (4)
- Ларри Дениссон — бас
- Глен Собел — барабаны
- Брэнфорд Марсалис — саксофон
- Мэтт Финдерс — тромбон
- Ли Торнберг — труба
- Брайан Леви — сведение, звукорежиссура
- Колин Митчелл — помощник звукорежиссёра
- Берни Грундман — мастеринг